# Cheekha Dar
Cheekha Dar o Carpa Negra (del árabe: جبل شيخا دار) es el nombre local de la montaña en el Kurdistán Iraquí que actualmente se considera es el más alto en Irak. Se afirma que posee 3611 metros de altura. Se encuentra a 6 kilómetros al norte de la aldea de Gundah Zhur y está justo en la frontera con Irán.
Fue escalada en noviembre de 2004 por el explorador Ginge Fullen, que registró una lectura de GPS de 3628 metros. La primera ascensión invernal fue reportada por Jonathan Beswick y Matthew DuPuy el 18 de marzo de 2011. El GPS de la expedición confirmó los 3611 m.
=